# Karel Bartošík
Karel Bartošík také Karel Bartosik (* 27. června 1942, Tamworth, Spojené království) je zlatník a šperkař českého původu, působící v Londýně. Věnuje se tvorbě miniaturních žánrových předmětů, šperku a nádobí.

## Život
Narodil se za války českým rodičům v exilu ve Velké Británii, kde jeho otec Adolf Bartošík pracoval. Po válce vyrůstal v Praze. V letech 1957 – 1961 vystudoval Střední odbornou šperkařskou školu v Jablonci nad Nisou a roku 1967 se vystěhoval do Anglie. V Londýně pracoval pět let v dílně avantgardního zlatníka Andrewa Grimy. Roku 1973 si otevřel vlastní ateliér a získal první ocenění v soutěži British design. Hlásí se k české národnosti, mluví dobře česky a pravidelně navštěvuje Českou republiku. Je členem klubu esperantistů.

## Dílo
Věnuje se převážně miniaturním žánrovým pracím, šperkařství, kuřáckým potřebám, galanterii a bibelotům, které zpracovává často s fotografickým realismem, kaligrafickou přesností a humornou nadsázkou. Dále tvoří sportovní ceny, trofeje, nádobí a příbory.
Obdivuje uměleckou a řemeslnou virtuozitu Benvenuta Celliniho a Karla Fabergé.
Je zastoupen v mnoha veřejných i soukromých sbírkách v Evropě, například ve Victoria & Albert Museu v Londýně, ve sbírce prince Charlese, v USA i v Asii.
Uspořádal na dvě desítky samostatných výstav, mj. roku 2010 také v České republice ve Slováckém muzeu v Uherském Hradišti.

## Publikace
Karel Bartošík shrnul výběr svých nejlepších děl do tří fotoknih:
- London impressions – Dostupné online
- Precious containers and cufflinks – Dostupné online
- My jewellery – Dostupné online